# ابن مقابل ابن
«ابن مقابل ابن» (بالإنجليزية: A Son for a Son)‏ هي الحلقة الأولى للموسم الثاني من مسلسل إتش بي أو التلفزيوني الدرامي الخيالي آل التنين. كُتبت الحلقة من قبل ريان كوندال وإخراج آلان تايلور، وتم بثها لأول مرة في 16 يونيو 2024.
تتبع الحبكة مباشرة نهاية خاتمة الموسم الأول، والتي تصور آثار وفاة الابن الثاني لرينيرا، لوسيريس فيلاريون، وتنينه، آراكس، في ستورمز إند. عثرت رينيرا على بقايا آراكس ثم أعلنت عن نيتها بالانتقام من إيموند. ردًا على ذلك، قام ديمون، زوج/عم رينيرا، بتعيين قاتلين في كينجز لاندنج لقتل إيموند. ومع ذلك، لم يتمكن القتلة من العثور على إيموند وبدلاً من ذلك قرروا قتل ابن الملك إجون الثاني ووريثه، جِهيرس. يشير عنوان الحلقة إلى تعهد ديمون بالانتقام من إيموند لقتله لوسيريس.
قدمت حلقة «ابن مقابل ابن» العديد من أعضاء فريق التمثيل الجدد، بما في ذلك كيران بيو في دور هيو هامر، وأبو بكر سالم في دور ألين أوف هال، وتوم تايلور في دور كريجان ستارك. وفي الولايات المتحدة، حققت الحلقة نسبة مشاهدة بلغت 7.8 مليون خلال ليلة عرضها الأول. لقد تلقت مراجعات إيجابية للغاية من النقاد، مع الثناء على الكتابة، وتطور الشخصيات، والإعداد للحرب القادمة، وتحسّن سرعة الأحداث والإضاءة مقارنة بالموسم الأول، وأداء طاقم الممثلين، على وجه الخصوص إيما دارسي وأوليفيا كوك.

## الحبكة

### في الجدار
عند الجدار، يزور جِسيرس كريجان ستارك ليطلب ولائه لرينيرا. بعد الكثير من الإقناع، حصل جِسيرس في النهاية على موافقة كريجان بإلزام بعض الرجال بقضيتها. انقطع اجتماعهم بوصول غراب أسود ينقل لجِسيرس نبأ وفاة شقيقه لوسيريس.

### في ستورمز إند
تجد رينيرا بقايا لوسيريس وتنينه آراكس في شباك قارب صيد صغير وتنهار بالبكاء.

### في دريفتمارك
يلتقي كورليس مع آلِن، الرجل الذي أنقذ حياته أثناء غرق السفينة المميت في الأعتاب. يشكر كورليس آلِن ويقول إنه مدين له، ويتلقى أيضًا خنجرًا صغيرًا مصنوعًا خصيصًا لتكريم صعود لوسيريس إلى عرش دريفتمارك.

### في دراجونستون
بعد عودتها من دوريتها فوق الحلقوم أثناء المساعدة في فرض حصار الشحن على كينجز لاندنج، اقترب ديمون من ريينِس وطلب منها مرافقته إلى كينجز لاندنج لقتل إيموند وتنّينته فيغار والانتقام من لوسيريس. ترفض ريينِس، وتصر على أنها تعترف فقط برينيرا باعتبارها صاحبة السيادة وأنه يجب السماح لها بحزن ابنها أولاً.
تم العثور على ميساريا كمسافرة خلسة على متن سفينة مهرب تم القبض عليها وهي متهمة بالتواطؤ مع آل هايتاور. يأمر ديمون باحتجازها في الزنزانة ويصفها بالخائنة.
في اجتماع المجلس الأسود، تصل راينيرا من ستورمز إند وتطالب بالانتقام من إيموند. يعود جِسيرس بعد فترة وجيزة، حاملاً أخبارًا عن دعم الشمال والوادي لرينيرا، ويتحسّرون على لوسيريس معًا. استجابةً لرغبة راينيرا، عرض ديمون على ميساريا حريتها مقابل مساعدته في تجنيد قتلة في كينجز لاندنج.

### في كينجز لاندنج
بدأت أليسنت علاقة غرامية مع السير كريستون. خلال اجتماع المجلس الصغير، إجون يدخل مع ابنه الصغير ووريثه جِهيرس؛ عندما يوبخ السير تايلاند لانيستر الصبي، أهانه إجون بإصراره على إعطاء الصبي «رحلة على ظهر مهر»؛ أليسنت تستنكر سلوكه وتُوقفه. يناقش المجلس تكتيكات الحرب تحسبًا لرد رينيرا على قتل إيموند للوسيريس. لاحقًا، أخبر اللورد لاريس أليسنت أنه قام بإزالة جميع «الخونة» داخل منزلها واختار بدلاءهم بنفسه. تبدو أليسنت أنها غير متحمسة لهذه الأخبار.
بينما كان إجون باردًا في التعامل مع مستشاريه، فإنه يحاول الإحسان تجاه عامة الشعب، لكن أوتو يرشده نحو ضبط النفس والحزم لتأمين الموارد للحرب. بعد ذلك، تحدث اللورد لاريس على انفراد مع إجون، يقترح فيه بمهارة أن يعينه إجون ليكون مساعد الملك الجديد من خلال الإشارة إلى أنه لا ينبغي أن يتلقى أوامر من خدم والده القدامى. عند لقائها مع أوتو، تؤكد أليسنت على أقل قدر ممكن من العنف أثناء الصراع، ثم قامت لاحقًا بزيارة أحد المعابد وصلت من أجل الموتى، بما في ذلك لوسيريس.
بناءً على رغبة رينيرا، يتسلل ديمون إلى كينجز لاندنج ويلتقي بحارس حرس المدينة (الملقب بـ «دم»)، الذي يحتقر آل هايتاور. يقود دم ديمون إلى صائد الفئران («جبنة»)، الذي يعرف الأنفاق الموجودة أسفل القلعة الحمراء. عند دخولهم القلعة الحمراء، لم يتمكنوا من العثور على إيموند، ولكن بدلاً من ذلك سمعوا إجون المخمور وأصدقائه وهم يهينون أوتو.
يجد «الدم» «جبنة» في غرف هيلينا، وسكين «جبنة» في حلقها. وخلال نوم طفلاها جِهيرس وجِهيرا، يتناقشان ما إذا كان ينبغي عليهم قتل جِهيرس، يذكر أحدهم أن ديمون قال «ابن مقابل ابن». بينما تُفجع هيلينا خوفاً، تجيب على سؤال «جبنة» حول أي من أطفالها هو الذكر. مباشرة بعد أن أشارت إلى جِهيرس، قام الاثنان بتقييده وقطع رأسه. مرعوبةً، تأخذ هيلينا جِهيرا وتهرب إلى غرفة أليسنت، حيث وجدت أليسنت وكريستون في السرير معًا، وتقول فقط أن جِهيرس قد مات.

## الإنتاج

### الكتابة
حلقة «ابن مقابل ابن» كتبها صانع العمل والمنتج التنفيذي ريان كوندال، مسجلاً رصيده الكتابي الخامس للمسلسل، بعد حلقات «ورثة التنين»، «الأمير المارق»، «الثاني من اسمه»، و«الملكة السوداء».
يشير عنوان الحلقة إلى تعهد ديمون بالانتقام من ابن أخيه وصهره غير الشقيق، إيموند، بسبب مقتل ابن زوجته لوسيريس.

#### التغييرات عن المواد المصدر
في النار والدم، لا يأمر ديمون «دم» و«جبنة» بالعثور على إيموند وقتله. وبدلا من ذلك، لا يزال من غير الواضح من هو الهدف المقصود. لا تزال ميساريا أيضًا في كينجز لاندنج وتستأجر «دم» و«جبنة» نيابة عن ديمون. بالإضافة إلى ذلك، لدى هيلينا طفل ثالث، ميلور، بالإضافة إلى التوأم جِهيرس وجِهيرا. عندما يجبرها «دم» و«جبنة» على اختيار الابن الذي ستضحي به، تشير إلى ميلور. على الرغم من ذلك، فإن النتيجة في الكتاب هي نفسها كما في الحلقة: «دم» يقتل جِهيرس في النهاية ويترك الجميع على قيد الحياة. علاوة على ذلك، فإن الحادث برمته حدثت في غرفة أليسنت حيث يتم تقييدها وتكميم فاهها وإجبارها على المشاهدة. وفقًا لكوندال، فإن استبعاد ميلور يرجع إلى تصوير التوأم على أنهما أصغر سنًا مما هما عليه في الكتاب. نتيجة لذلك، لم يولد ميلور بعد في القصة.
جِهيرس وجِهيرا

### التصوير
بدأ التصوير الرئيسي للموسم الثاني في أبريل 2023، في استوديوهات وارنر براذرز، ليفيسدين في إنجلترا، وانتهت في سبتمبر 2023. ومن بين مواقع التصوير الأخرى، كان محجر الجرانيت تريفور في ويلز بمثابة موقع لدراجونستون.

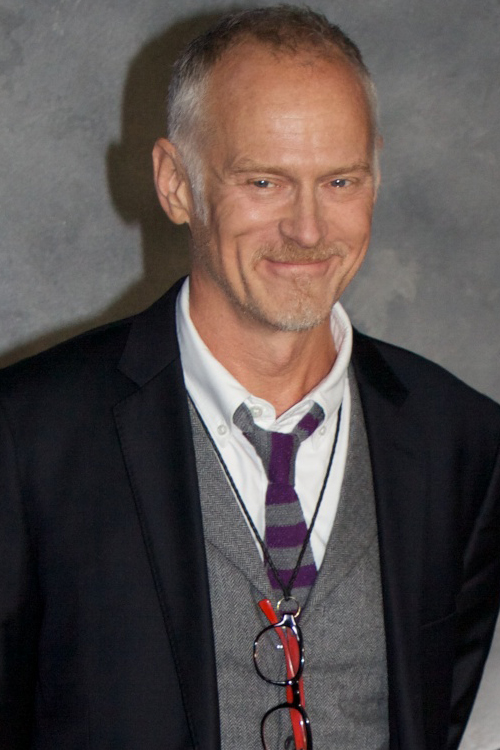
عاد آلان تايلور كمخرج للامتياز.

الحلقة أخرجها آلان تايلور الذي انضم للموسم الثاني من المسلسل كمنتج تنفيذي. إنه يمثل عودته إلى امتياز صراع العروش والحلقة الثامنة التي يخرجها في الامتياز. سبق له أن أخرج حلقات صراع العروش «بيلور»، و«النار والدم»، و«الشمال يتذكر»، و«أراضي الليل»، و«أمير وينترفيل»، و«فالار مورغوليس»، و«خلف الجدار».

### الطاقم
الحلقة من بطولة مات سميث، إيما دارسي، أوليفيا كوك، ريس ايفانز، ستيف توسان، إيف بيست، فابيان فرانكل، ماثيو نيدهام، سونويا ميزونو، توم غلين كارني، إيوان ميتشل، فيا سابان، هاري كوليت، بيثاني أنطونيا، فيبي كامبل، جيفرسون هول، كورت إيجياوان، كيران بيو، أبو بكر سالم (ممثل)، وتوم تايلور. إنه يمثل أول ظهور لبيو في دور هيو هامر، وأبو بكر في دور ألين هال، وتايلور في دور اللورد كريجان ستارك. قام إيجياوان بتجسيد شخصية المايستر الرئيس أوزويل في الموسم الأول وتمت ترقيته إلى فريق التمثيل الرئيسي للموسم الثاني.
تم الإعلان عن اختيار أبو بكر سالم في أبريل 2023. وفي الوقت نفسه، تم الإعلان عن اختيار بيو وتايلور في ديسمبر 2023.

### تسلسل افتتاحية المسلسل
تقدم الحلقة افتتاحية جديدة، مع الاحتفاظ بالأغنية الأصلية، «سمة صراع العروش». يصور التسلسل الأحداث الماضية في عائلة تارجارين، حيث تصفها مجلة إنترتينمنت ويكلي بأنها «نسيج من طراز نسيج بايو.» أوضح كوندال أن الخطة الأصلية كانت أن يبدو التسلسل مشابهًا للمسلسل الأصلي، حيث تتغير الجغرافيا باستمرار مع كل حلقة. ومع ذلك، فقد شعر «أن سلالات الدم وقصة النسب التي كنا نرويها في ذلك الموسم — 20 عامًا من الوقت في الموسم الأول — قد انتهت لأن سلالة تارجارين الآن قد تم تحديدها نوعًا ما. لم يكن لدينا مكان كبير نذهب إليه». لقد قرر عمل تسلسل جديد لتصوير أن «هذا تاريخ حي ونريد تصوير هذا التاريخ بطريقة مرئية ومنح المعجبين أشياء جديدة لتفكيكها والغوص فيها.»

## الاستقبال

### التقييمات
في الولايات المتحدة، شاهد حلقة «ابن مقابل ابن» ما مجموعه 7.8 مليون مشاهد، بما في ذلك المشاهدين الخطيين خلال ليلة العرض الأول في 16 يونيو 2024، على كل من إتش بي أو وماكس. ويمثل هذا انخفاضًا بنسبة 22% عن العرض الأول للموسم الأول الذي شاهده 10 ملايين مشاهد. أثناء عرضه على قناة إتش بي أو وحدها، شاهده ما يقدر بنحو 1.3 مليون مشاهد خلال بثها الأول.

### الاستقبال النقدي
قوبلت الحلقة بتعليقات نقدية إيجابية للغاية. في مجمع المراجعة روتن توميتوز، حصلت على نسبة موافقة 100% بناءً على 16 مراجعة، بمتوسط تقييم 7.5/10.
أعطاها كل من أليك بوجالاد من دن أوف جيك وهالي وايتمير وايت من تي في فناتيك درجة 5 من أصل 5 نجوم. قام لويس شيلتون من ذي إندبندنت وأماندا وايتنج من فولتشر بتقييمها بدرجة 4 من أصل 5 نجوم، بينما أعطاه جيمس هانت من سكرين رانت 3.5 من أصل 5 نجوم. ووصفها بوجالاد بأنها «عودة عضلية»، وأشاد هانت بالحلقة لأنها أشعلت الحرب القادمة بشكل فعال. أعطتها هيلين أوهارا من آي جي إن 7 من أصل 10، مشيرة إلى «قد ننظر إلى [الحلقة] على أنها أساس فعال، لكنها بلا شك تفتقر إلى نوع الإثارة التي يمكن أن يقدمها هذا المسلسل في أفضل حالاته.» وبالمثل، أعطته كاتي دول من موارد الكتب المصورة وكارلي لين من كولايدر أيضًا 7 من أصل 10. كتب دول: «مع الأداء الديناميكي والكتابة الذكية، فإن آل التنين بدأ بداية مليئة بالأحداث للموسم الثاني، حتى لو زرعت البذور. الحرب يمكن أن تكون عملا روتينيا في بعض الأحيان.» ورأت لين أن الحلقة «تبدو وكأنها مقدمة لأحداث أكبر بكثير وليس فصلًا أول». كايلي دراي من إيه. في. كلوب صنف الحلقة على أنها ب+ ووصفها بأنها «افتتاح موسم جميل جدًّا». ردد إريك كين من فوربس هذا الشعور ووصفه بأنه «افتتاح موسم مُبهر». علق جوش روزنبرغ من إسكواير قائلاً: «في الوقت الحالي، يبدو الموسم الثاني من آل التنين بمثابة خطوة هائلة للأمام في المسلسل. فالسرعة أفضل بكثير، والشخصيات الجانبية مقنعة تمامًا مثل الشخصيات الرئيسية، ومن الواضح أننا نستعد للحرب.»
أشاد النقاد بأداء طاقم العمل، ولا سيما أداء دارسي، وكوك، وسابان، وغلين كارني، وكوليت. فيما يتعلق بدارسي، كتب هنت من سكرين رانت: «لقد قامت بعمل ممتاز في الموسم الأول، بالطبع، لكنها انتقلت إلى مستوى آخر في افتتاحية الموسم الثاني. حزن رينيرا واضح، وألمها محفور بشكل واضح في كل ألياف أداء آرسي.» وصفت لين من كولايدر أداءها بأنه «سحري» وأشادت بلغة جسدها في تصوير الأم الحزينة، على الرغم من نطقها لأربع كلمات فقط في الحلقة. سلط هنت الضوء أيضًا على أداء أوليفيا كوك الأكثر دقة، بينما أشارت لين إلى أن كوك «تستمر في تقديم العمق والبعد لأليسينت، التي تشعر بالتمزق بين الولاءات المتضاربة».
تضمنت المشاهد المحددة التي حددها النقاد زيارة جِسيرس إلى وِنترفل وظهور كريجان ستارك، على الرغم من أن البعض شعر أن المشهد كان قصيرًا جدًا، بالإضافة إلى مقتل جِهيرس؛ أعرب النقاد عن تقديرهم لانخفاض العنف في المشهد مقارنة بنسخة الكتاب. ومع ذلك، وجد هنت أنه مخيب للآمال مقارنة بالكتاب، مشيرًا إلى أنه انتهت افتتاحية الموسم القوية بملاحظة مخيبة للآمال إلى حد ما. بالإضافة إلى ذلك، أشاد النقاد بتطور شخصية أليسنت، وديمون، وإيموند، وإجون، بالإضافة إلى الإضاءة المحسنة، التي تعرضت لانتقادات لكونها مظلمة للغاية في الموسم الأول من قبل النقاد والمعجبين.

## وصلات خارجية
- ابن مقابل ابن على موقع IMDb (الإنجليزية)
- ابن مقابل ابن على موقع ميتاكريتيك (الإنجليزية)
- ابن مقابل ابن على موقع روتن توميتوز (الإنجليزية)